# Opvaskemaskine
Opvaskemaskinen (eller populært: opvaskeren) er et mekanisk apparat, der er beregnet til at rense køkkengrej, tallerkener og bestik. Opvaskemaskiner bruges både på restaurantkøkkener, i storkøkkener og i private husholdninger.

## Opvaskemaskinens historie
Den første idé til en mekanisk opvaskemaskine findes i et patent, som Joel Houghton udtog for sin hånddrevne maskine i 1850. Apparatet var fremstillet i træ og blev betjent med håndkraft, mens vand blev sprøjtet hen over tallerkenerne. L.A. Alexander fik patent i 1865 på en maskine, som lignede den første bortset fra, at den havde et håndbetjent hyldesystem. Ingen af disse maskiner var praktiske i brug, og de fik ikke nogen større udbredelse.
Den moderne form for opvaskemaskiner stammer fra Josephine Cochranes opfindelse i 1886 af endnu en hånddrevet maskine, som hun udstillede på verdensudstillingen i Chicago i 1893. Cochrane var ret velhavende og barnebarn af John Fitch, opfinderen af hjuldamperen. Hun vaskede aldrig selv op, men opfandt maskinen, fordi hendes tjenestefolk lavede skår i hendes fine porcelæn.
Modeller, der var udstyret med fast tilslutning til vand og afløb, kom på markedet i løbet af 1920'erne. I 1924 opfandt William Howard Livens en lille opvaskemaskine, der kunne bruges i private husholdninger. Den havde mange af de moderne maskiners egenskaber, deriblandt betjening via en frontlåge, et hyldesystem af trådnet til uregelmæssige ting og roterende spuling. Livens' blev dog heller ikke nogen kommerciel succes. Det kom ført med de elektriske tørringselementer i 1940, hvor maskinerne blev installeret hos erhvervsvirksomheder. I de private hjem blev opvaskemaskiner først almindelige i løbet af 1970'erne (USA) og senere (Europa).

## Opvaskemiddel
De forskellige mærker af opvaskemidler indeholder forskellige kombinationer af de stoffer, der ses på listen nedenfor. Visse af stofferne bruges kun i nogle mærker, men ikke i andre.
- Fosfater
  - Gør indholdet af calcium (”kalk”) og magnesium (”magnesiumkalk”) i hårdt vand opløseligt, sådan at man undgår aflejring af kalksæbe på tingene i maskinen. Desværre kan de være årsag til miljøforurening, så men begynder at udfase brugen af dem. De fosfatfrie opvaskemidler forhandles derfor som økovenlige opvaskemidler.
- Blegemidler med et højt iltindhold (de gammeldags flydende eller pulver-opvaskemidler indeholdt i stedet klorbaserede blegemidler)
  - Spalter og bleger organiske aflejringer.
- Non-ioniske afspændingsmidler
  - Nedsætter vandets overfladespænding, emulgerer olie- og fedtrester og forebygger dannelse af kalkpletter ved tørring.
- Enzymer
  - Spalter og opløser rester af proteinrige fødevarer, og muligvis også olie- og fedtaflejringer. Proteaseerne gør det ved at opbryde proteinerne i små stumper af peptider, der lettere kan vaskes af.
- Antirustmidler
  - Det er ofte natriumsilikat, der forhindrer rustdannelse på opvaskemaskinens dele.

Et opvaskemiddel kan desuden indeholde:
- Skumdæmpende midler
  - Skum hæmmer vaskeprocessen.
- Additiver, som skal forsinke nedbrydning af glasur og udsmykning på glaseret keramik
- Parfume
- Antiklumpningsmidler (i opvaskepulvere)
- Stivelse (i opvaskemidler i tabletform)
- Geleringsmidler (i de flydende eller geléformede opvaskemidler)
- Sand (billigt pulverformet rensemiddel)

Alle opvaskemidler er stærkt basiske.
De billige opvaskepulvere kan indeholde sand, men det kan man afsløre ved at opløse midlet i kogende vand og derefter lade løbe gennem et kaffefilter. Opvaskemidler af den type kan skade køkkentingene og opvaskemaskinen. I det hele taget er opvaskemidler i pulverform mere tilbøjelige til at fjerne dekorationen på porcelæn.

## Bordopvaskemaskine
Bordopvaskemaskinen (også kaldet bordopvasker) er en mindre udgave af opvaskemaskinen. I modsætning til almindelige opvaskemaskiner kan bordopvaskemaskiner kun benyttes til mindre behov og altså typisk i mindre husholdninger.
En bordopvaskemaskine kan vaske 4-6 kuverter ad gangen, hvilket gør den egnet til en lille husstand på f.eks. 2 personer i en lejlighed eller som supplement til en almindelig opvaskemaskine. Bordopvaskemaskiner har mål fra 40 cm til 55 cm i bredde, dybde og højde. Dette gør den egnet til formålet, ved at fylde mindre.
Med tiden er bordopvaskemaskinerne blevet mere populære og findes blandt andet i mange lejligheder. Maskinerne kan i de fleste tilfælde kobles direkte på vandhanen, hver gang de benyttes. Desuden er det muligt at koble den på selve vandsystemet i huset, så den står mere stationært som en almindelig opvaskemaskine.

## Sammenligning med traditionel håndopvask
Det er vanskeligt af sammenligne effektiviteten af automatiske opvaskemaskiner med håndopvask af køkkenting, fordi teknikken i håndopvask er meget forskellig fra person til person. En videnskabelig undersøgelse i 2003 førte til den konklusion, at når datidens bedste opvaskemaskiner var helt fyldt, brugte de mindre strøm, vand og opvaskemiddel end den gennemsnitlige, europæiske håndopvasker. De dygtigste håndopvaskere var dog langt mere energiefffektive end opvaskemaskinerne. Undersøgelsen inddrager ikke omkostninger forbundet med fremstilling, vedligeholdelse og skrotning af opvaskemaskiner og heller ikke omkostninger i forbindelse med et muligt forøget slid på køkkensagerne, som opstår ved brugen af de kemisk skrappe opvaskemidler. Ligeledes indregnes værdien af sparet arbejde ikke i undersøgelsen. Mange brugere af automatiske opvaskemaskiner vælger at skylle deres ting af under rindende vand, før de stiller dem i opvaskemaskinen. På den måde bliver opvaskemaskinen meget lidt effektiv på grund af omkostningerne ved det forøgede vandforbrug.